# Frank Freidel
Frank Burt Freidel Jr. (* 22. Mai 1916 in Brooklyn; † 25. Januar 1993 in Cambridge (Massachusetts)) war ein US-amerikanischer Historiker und Biograph des US-amerikanischen Präsidenten Franklin D. Roosevelt.
Freidel stammte von Quäkern ab und wuchs in Plattsburgh und Südkalifornien während der sogenannten Großen Depression auf, die auch seine Familie schwer traf. Er studierte an der University of Southern California mit dem Bachelor-Abschluss 1937 und dem Master-Abschluss 1937 und wurde 1942 bei William B. Hesseltine an der University of Wisconsin–Madison promoviert mit einer Dissertation über den Juristen Francis Lieber. Danach war er am Shurtleff College, der University of Maryland, der Pennsylvania State University, am Vassar College, der University of Illinois at Urbana-Champaign und ab 1953 an der Stanford University. Von 1955 bis zu seiner Emeritierung 1981 war er Professor an der Harvard University, ab 1972 als Charles Warren Professor für Geschichte. 1981 bis 1986 war er Bullitt Professor an der University of Washington. Zuletzt lebte er in Belmont (Massachusetts). Er starb an Lungenentzündung und hatte Krebs.
Freidel ist bekannt für seine große fünfbändige Biographie von Franklin D. Roosevelt, dem für den New Deal verantwortlichen Präsidenten. Der sechste Band blieb unvollendet, er veröffentlichte aber 1990 eine Kurzfassung seiner Roosevelt-Biographie. Zuletzt arbeitete er an einer kurzen Biografie von Roosevelt für McGraw Hill, die sich an College-Studenten richtete.
1964 war er Guggenheim-Stipendiat. 1965 wurde er in die American Academy of Arts and Sciences gewählt. 1975/1976 war er Präsident der Organization of American Historians und 1966/1967 der New England Historical Association. 1973 bis 1976 war er Mitglied im Department of the Army Historical Advisory Committee.

## Schriften
Seine Roosevelt-Biographie, erschienen im Verlag Little, Brown and Company:
- Franklin D. Roosevelt: The Apprenticeship, 1952
- Franklin D. Roosevelt: The Ordeal, 1954
- Franklin D. Roosevelt: The Triumph, 1956
- F.D.R. and the South, 1965
- Franklin D. Roosevelt: Launching the New Deal, 1973

Weitere Bücher:
- Splendid Little War, Little, Brown 1958 (über den Spanisch-Amerikanischen Krieg)
- mit Richard N. Current, T. Harry Williams: A History of the United States, 2 Bände, Knopf 1959 (und öfter)
- mit Alan Brinkley: America in the Twentieth Century, Knopf 1960
- mit Richard Current, T. Harry Williams, Alan Brinkley: American History: A Survey, 1961
- The Harvard Guide to American History, Revised Edition (mit Richard K. Showman), 1974
- Franklin D. Roosevelt: A Rendezvous with Destiny, Little, Brown 1990 (Kurzfassung der Roosevelt-Biographie)
- The Presidents of the United States of America, 1998 (Vorwort Bill Clinton)